# Pudas, Norrbotten
Pudas är en sjö i Haparanda kommun i Norrbotten och ingår i Torneälvens huvudavrinningsområde.